# GMM 25
GMM 25 là đài truyền hình kỹ thuật số mặt đất của Thái Lan, trực thuộc công ty GMM Grammy. Kênh phát sóng lần đầu vào ngày 23 tháng 11 năm 2014, tập trung vào các chương trình phim truyện, ca nhạc, giải trí và tin tức dành cho giới trẻ. Các sê-ri truyền hình nổi bật của GMM 25 có thể kể đến như: Hormones, Club Friday, Cô vịt xấu xí, U-prince.

## Programming

### Phim truyền hình
- Hormones Wai Wa Wun Season 2 12/07/2014 - 18/10/2014
- Club Friday The Series 5 04/10/2014 - 28/03/2015
- ThirTEEN Terrors 01/11/2014 - 14/02/2015
- Love On Air 3
- Namthaa Kammathep
- Club Friday The Series 6
- Club Friday To Be Continued: Minty and Miu
- Ugly Duckling Series
- Stay: The Series
- Midti Yuwang
- Malee: The Series
- GPA Sataban Pan Sab
- I Wanna Be Sup'Tar
- Devil Lover
- Love Flight
- Ting Wai Klang Tarng
- Pritsana Akhat
- Love Songs Love Stories
- Kwan Pwa
- Club Friday The Series 7
- Kiss The Series
- Diary Tootsies The Series
- Club Friday To Be Continued: The Promise
- Club Friday To Be Continued: Friend & Enemy
- Yoo Tee Rao
- Love Songs Love Series
- I See You
- Lai Hong
- U-Prince Series
- Midti Yuwang 13 Khet Yuwang
- Melodies of Life
- Songkram Yeng Poo To Be Continued
- Encore 100 Million Views
- Love Rhythms
- Club Friday The Series 8
- Gasohug Ruk Tem Tang
- Peek Thong
- Duck Idol
- Club Friday To Be Continued: She Changed
- O-Negative
- Pah Kammathep
- Diary Tootsies The Series Season 2
- Love Songs Love Series To Be Continued: Destiny
- Love Songs Love Series 2
- Water Boyy the Series
- Love Songs Love Series To Be Continued: Kaup Koon Tee Ruk Gun
- Lakorn Khon
- Midti Yuwang Cheua Bpen... May Cheua Dtay
- Project S The Series
- Love Songs Love Series To Be Continued: Close Friend
- Home Stay Nee Ruk... Pai Pak Jai
- Club Friday The Series 9
- Club Friday Celeb's Stories
- My Dear Loser
- Bangkok Rak Stories
- Club Friday To Be Continued: Ruk Long Jai
- Lhong Fai
- Love Books Love Series
- Kwarm Ruk Krang Sudtai
- Waen Dok Mai
- Naew Sudtai
- Dead Time Stories 2: City of Moon
- Love Songs Love Series 3
- Love Bipolar
- Team Lah Torachon
- Kiss Me Again
- Roop Thong
- Club Friday the Series 10
- YOUniverse
- Sampat Ruttikan
- Rai Sanaeha
- Love Songs Love Series To Be Continued: Rueng Tee Koh
- Mint To Be
- Love By Chance
- Girl from Nowhere
- The Judgement Like.. Dai Rueng
- Khun Por Jorm Sa
- Pak
- Happy Birthday
- Ngao
- Yuttakarn Prab Nang Marn
- Mia Noi
- Korn Aroon Ja Roong
- 2 Brothers
- Club Friday the Series 11
- Rak Nee Hua Jai Rao Jong
- Nang Marn
- Our Skyy
- Love Beyond Frontier
- Tok Kra Dai Hua Jai Ploy Jone
- Theory of Love
- Fleet of Time
- Dok Kun Sieng Kaen
- Khao Ma Chengmeng Khang Khang Lum Phom Khrap
- Endless Love
- Plara Song Krueng
- The Sand Princess
- Miss Culinary
- Bangkok Buddies
- Raeng Tian
- The Charming Step Mom
- Dark Blue Kiss
- Blacklist
- Sapai TKO
- Game Rak Ao Keun
- One Night Steal
- Nang Sao 18 Mongkut
- Club Friday the Series 12
- Angel Beside Me
- Turn Left Turn Right
- Nuer Nai
- 2gether
- Club Sapan Fine
- Girl Next Room
- Kit Hot Tai Baan Esan
- Who Are You
- The Shipper
- HOOK
- The Underclass
- Fai Sin Chua
- Rerng Rita
- Still 2gether
- The Gifted Graduation
- I'm Tee, Me Too
- Fai Gam Prae
- Friend Zone 2: Dangerous Area
- Ban Sao Sod
- Mother
- Tonhon Chonlatee
- Khun Mae Mafia
- Wake Up Ladies 2: Very Complicated